# Inga Lindström: Ein Wochenende in Söderholm
Ein Wochenende in Söderholm ist ein deutscher Fernsehfilm von Michael Steinke aus dem Jahr 2007. Er ist Bestandteil des ZDF-Herzkino-Sonntagsfilms und der 20. Film der Inga-Lindström-Reihe nach der gleichnamigen Erzählung von Christiane Sadlo. Die Hauptrollen sind mit Janina Flieger, Jan Sosniok und Anja Kruse besetzt.

## Handlung
Lena Hallberg arbeitet als Assistentin in der Werbeagentur von Kristina Asmussen in Stockholm. Mikael, der Sohn von Kristina, umschwärmt Lena; sie will aber keine Beziehung, sondern sich auf ihre Karriere fokussieren. Demnächst soll sie zu einer renommierten Agentur nach New York wechseln, um sich weiterzubilden. Zuvor muss aber noch ein Auftrag des Naturschutzbundes von Söderholm erledigt werden. Damit sie sich einen besseren Eindruck verschaffen können, reisen Kristina, Lena und Mikael nach Söderholm. Während sich die beiden Frauen um die Recherche kümmern, soll Mikael Bilder machen. Als sie in Söderholm ankommen, überfährt Lena beinahe einen Mann, dessen Einkaufstüten hinuntergefallen sind.
Kristina hat noch einen anderen Grund für die Reise: Sie hat einen Teil ihres Lebens in Söderholm verbracht und möchte nun ihre beste Freundin Malin besuchen. Dabei trifft sie auch auf deren Mann Harald, mit dem sie eine Beziehung hatte, bevor sie Söderholm verließ. Lena macht sich im Ort auf die Suche nach einer Apotheke, landet aber in der Schule, wo sie wieder auf den Mann trifft, den sie fast überfahren hatte. Kristina bittet Harald, sie bei der Präsentation am Abend zu unterstützen, da er Einheimischer ist. Prompt kann er helfen, denn die Initianten vermissen Informationen zu den Seeadlern, die sich vor Jahren in der Region angesiedelt haben. Harald empfiehlt, dass sie sich mit Sören Sand in Verbindung setzen, der Lehrer für Biologie an der Schule ist, die Harald leitet. Auf der Suche nach ihm trifft Lena auf Clara, die Tochter von Sören. Lena stellt fest, dass es sich bei Sören um den Mann handelt, dem sie schon zweimal begegnet ist. Da Sören keine Zeit hat, Lena zu den Seeadlern zu begleiten, erklärt er ihr den Weg dorthin. Lena findet zwar den Ort, aber keine Seeadler. Dafür lässt sie ihr Handy liegen.
Am Abend sind Lena und Kristina zu Malin und Harald zum Essen eingeladen. Lena ist erstaunt, als sie wieder auf Sören und seine Tochter trifft. Sie redet mit ihm darüber, dass sie die Seeadler nicht gesehen hat; er meint nur, dass es nicht so einfach ist, sie zu finden. Wieder im Hotel stellt Lena fest, dass sie ihr Handy verloren hat. Sie macht sich am nächsten Morgen auf die Suche und trifft am See zufällig auf Sören. Er hat ihr Handy gefunden und zeigt ihr auch die Seeadler. Dabei kommen sie sich näher und küssen sich. Kurz darauf bereut Lena aber schon, was sie getan hat. Kristina genießt den Tag mit Harald, anstatt zu arbeiten. Als sie sich mit Lena trifft, gibt sie ihr frei, weil sie sich selbst wieder mit Harald verabredet hat. Lena hat aber kurz zuvor Sören abgesagt. Doch er lässt nicht locker und überrascht sie mit einem selbstgemachten Abendessen. Der Abend verläuft so entspannt, dass sie sich ihm zum Schluss hingibt.
Mikael hat versucht, seine Mutter telefonisch zu erreichen, sie hat aber ihr Handy ausgeschaltet. Da ruft er Malin an, um sie zu fragen, ob sie weiß, wo Kristina ist. Malin ahnt, dass sich Kristina mit Harald getroffen hat und fragt Mikael beiläufig nach seinem Geburtsdatum. Sie ahnt, dass Harald der Vater ist und geht zu Sören, weil sie mit jemandem darüber sprechen muss. Ihr ist klar, dass Harald sie damals nur geheiratet hat, weil Kristina weggelaufen ist. Als Lena Sören am nächsten Morgen in der Schule trifft, macht sie ihm klar, dass aus ihrer Beziehung nichts werden kann, da ihr die Karriere wichtiger ist. Sören erklärt ihr, worauf er alles verzichtet hat zugunsten seines Lebens hier mit seiner Tochter. Clara hört Teile des Gesprächs mit und meint, sie sei schuld daran, dass Sören auf seine Karriere verzichtet hat. Sie entschließt sich, alleine zu ihrer Mutter nach Amerika zu reisen. Sören findet den Brief von Clara und geht zu Lena, um ihr alles zu erzählen. Lena verlässt daraufhin Söderholm, um nach Stockholm zurückzukehren. Auf dem Weg findet sie Clara, die per Autostopp zum Flughafen wollte. Sie bringt sie zurück zu ihrem Vater und klärt unterwegs das Missverständnis auf.
Harald verlässt Malin und zieht zu Kristina nach Stockholm. Lena trifft sich mit Mikael zum Abendessen, ist in Gedanken aber abwesend. Mikael versucht ihr klarzumachen, dass sie nun mal auf ihr Herz hören muss. Auch Malin redet auf Sören ein, weil er Lena kampflos hat gehen lassen. Er geht mit ihr zu den Seeadlern und erklärt ihr, dass die Vögel sich ein Leben lang treu sind, wenn sie sich gefunden haben. Harald fühlt sich bei Kristina wie gefangen im goldenen Käfig und merkt, dass dies nicht seine Welt ist. Er entschließt sich, wieder zu Malin zurückzukehren. Weil Kristina gekränkt ist, sagt sie ihm nun, dass Mikael sein Sohn ist. Er geht daraufhin zu ihm, damit er die Wahrheit auch weiß. Lena sollte nun früher nach New York und Kristina eröffnet ihr, dass sie sie nach ihrer Rückkehr zu ihrer Partnerin in der Agentur machen will. Lena ist mit ihren Gedanken aber bei Sören und will die Situation nun endlich klären. Sören hat das gleiche vor und sucht Lena in der Agentur. Nachdem sie sich beinahe verfehlt haben, kehren sie gemeinsam zurück nach Söderholm und wollen zusammen bleiben.

## Hintergrund
Ein Wochenende in Söderholm wurde vom 11. Juni bis zum 6. Juli 2007 an Schauplätzen in Schweden gedreht. Produziert wurde der Film von der Bavaria Fiction GmbH.

## Rezeption

### Einschaltquote
Die Erstausstrahlung am 14. Oktober 2007 im ZDF wurde von 6,58 Millionen Zuschauern gesehen.

### Kritiken
Die Kritiker der Fernsehzeitschrift TV Spielfilm zeigten mit dem Daumen geradeaus und fassten den Film mit den Worten „Nicht klischeefrei, aber grundsolide“ kurz zusammen.